# 2001-es Roland Garros
A 2001-es Roland Garros az év második Grand Slam-tornája, a Roland Garros 100. kiadása volt, amelyet május 28–június 10. között rendeztek meg Párizsban. A férfiaknál a brazil Gustavo Kuerten, a nőknél az amerikai Jennifer Capriati nyert.

## Döntők

### Férfi egyes
Gustavo Kuerten -  Àlex Corretja 6-7 (1), 7-5, 6-2, 6-0

### Női egyes
Jennifer Capriati -  Kim Clijsters 1-6, 6-4, 12-10

### Férfi páros
Lijendar Pedzs /  Mahes Bhúpati -  Petr Pala /  Pavel Vizner 7-6, 6-3

### Női páros
Virginia Ruano Pascual /  Paola Suárez -  Jelena Dokić /  Conchita Martínez 6-2, 6-1

### Vegyes páros
Virginia Ruano Pascual /  Tomas Carbonell -  Paola Suárez /  Jaime Oncins, 7-5, 6-3

## Juniorok

### Fiú egyéni
Carlos Cuadrado –  Brian Dabul, 6-1, 6-0

### Lány egyéni
Kaia Kanepi –  Szvetlana Kuznyecova 6-3, 1-6, 6-2

### Fiú páros
Alejandro Falla /  Carlos Salamanca –  Markus Bayer /  Philipp Petzschner, 3-6, 7-5, 6-4

### Lány páros
Petra Cetkovská /  Renata Voráčová –  Neyssa Etienne /  Annette Kolb, 6-3, 3-6, 6-3